# امیر خجسته
امیر خجسته، نماینده سابق همدان و فامنین در ادوار نهم و دهم مجلس شورای اسلامی است.

## سوابق و مسئولیت‌ها
- نماینده مردم در اولین دوره شورای اسلامی از شهر همدان (نایب رئیس و سخنگوی شورا)
- نماینده منتخب مردم حوزه همدان، فامنین و قهاوند در نهمین دوره مجلس شورای اسلامی
- نماینده منتخب مردم حوزه همدان، فامنین و قهاوند در دهمین دوره مجلس شورای اسلامی
- رئیس کمیسیون شوراها و امور داخلی کشور
- رئیس فراکسیون مبارزه با مفاسد اقتصادی و اداری مجلس
- نائب رئیس کمیسیون اصل نودم قانون اساسی